# 金斯蘭 (喬治亞州)
金斯蘭（英語：Kingsland）是一個位於美國喬治亞州康登縣的城市。

## 地理
金斯蘭的座標為30°47′41″N 81°40′18″W / 30.79472°N 81.67167°W，而該地的平均海拔高度為11米（即36英尺）。

## 人口
根據2010年美國人口普查的數據，金斯蘭的面積為116.50平方千米，當中陸地面積為110.70平方千米，而水域面積為5.80平方千米。當地共有人口15946人，而人口密度為每平方千米136人。